# Nădăștia de Sus, Hunedoara
Nădăștia de Sus este un sat ce aparține orașului Călan din județul Hunedoara, Transilvania, România.

## Personalități
- Romulus Zăroni (1906-1962), fost ministru în guvernul Petru Groza între anii 1945-1948.